# Wolmar von Schlippenbach
Wolmar von Schlippenbach, födelse- och dödsår ej kända, var en svensk militär. Han var far till Gustaf Wilhelm von Schlippenbach.
von Schlippenbach var redan vid tiden för Rigas erövring i svensk tjänst. Han blev 1621 löjtnant vid Ridderskapets och adelns rusttjänst i Dorpatska kretsen, fick 1648 expektans på ryttmästaretjänst där och samma år erhöll en donation av 25 hemman i Birkala socken, blev landrichter och 1659–1660 var en av de svenska kommissarierna vid gränsregleringen med Ryssland.